# رويال رامبل (1995)
رويال رامبل 1995 (بالإنجليزية: Royal Rumble (1995))‏ هو عرض مصارعة محترفة من فئة الدفع مقابل المشاهدة وهو العرض الثامن من سلسلة عروض الرويال رامبل. عُرض في 22 يناير 1995.

## وصلات خارجية
- الموقع الرسمي